# Cadenbronn
Cadenbronn est une ancienne commune du département français de la Moselle. Le village est une annexe de la commune de Nousseviller-Saint-Nabor.

## Géographie
Le village est situé dans le Steinart, une région de calcaire coquiller à une altitude de 300 mètres environ, alors que les hauteurs qui forment un demi-cercle autour du village culminent à 371 mètres.

## Toponymie
Le nom Cadenbronn est parfois expliqué par une déformation de l’allemand Guter Brunnen, ce qui signifie Bonne Fontaine, mais si l’on cherche une explication du nom à partir du germanique Kote, qui signifie hutte, on n’a pas de peine à imaginer qu’à l’origine le village était réduit à une Kote am Bronn, c’est-à-dire à une maisonnette près d’une source. On écrivait d’ailleurs en 1577 Kodeborn, en 1594 Kodenburn et en 1694 Kadeborn. Le village est cité sous la forme Cadenbouren en 1709, Kodenbouren, Kodenborn et Cadelbrun en 1756. Tandis qu’en 1770, une traduction erronée le nomme Bonne Fontaine, puis Cadeborn ou Kadeborn en 1779 et Cadenborne en 1801, avant de devenir Kadenbronn, lors de l’annexion au Reich en 1870. Le K sera par la suite remplacé par un C, afin de franciser le nom. 

Se nomme Kadebrunn en francique lorrain.

## Histoire
Il n’est pas à exclure que la maisonnette originelle à laquelle se rapporterait le nom du village ait été une villa rustica gallo-romaine des tout  premiers siècles de notre ère. En effet, lors des travaux de terrassement du nouveau cimetière en 1986, des vestiges d’une telle construction ont été mis au jour. Il est certain que les objets déterrés datent de cette époque, comme les tuiles romaines de type tegula imbrex qui en témoignent.
Il existe aussi des traces d’un peuplement plus ancien encore. En 1885, l’archéologue Émile Huber a fouillé dix-huit tombes de type tumulus dans la forêt du village, le Bambusch, situé sur la route de Rouhling. Ce qu’il découvrit ne laissait place à aucun doute : il s’agissait bien de tombes de Gaulois ayant vécu là il y a quelque deux mille ans. Ces trouvailles ont été léguées aux musées de Metz. La voie romaine allant du Hérapel à Sarreguemines passait également sur les hauteurs au sud du village. Un chemin secondaire, appelé diverticulum, quittait cette route pour traverser le village, desservir la villa rustica et la nécropole du Bambusch pour se diriger vers la villa urbana de Rouhling, avant de rejoindre Welferding.
Le document où figure pour la première fois le nom du village de Kodenborn date de 1485. Il s’agit d’un parchemin du XIe siècle donnant la liste des membres de la confrérie de Saint-Vendelin, patron du village voisin de Diebling. Les textes sont écrits en allemand d’époque, l’écriture gothique est soignée et bien lisible. Ils y mentionnent le meyger (maire), syn Frowe (sa femme) et yr Kint (leur enfant) de Cadenbronn.
Il n’existe pratiquement pas de chroniques relatant les événements des guerres telle que celle des Rustauds en 1525 et la querelle des Seigneurs en 1570. Au Moyen Âge, on trouve quelques traces de l’existence du village, faisant partie du duché de Lorraine. Il est donné en fief à la seigneurie de Forbach en 1577. La guerre de Trente Ans (1618-1648) ne laisse que des ruines derrière elle. Dans les ruines de Kodenborn ne vivaient plus que cinq personnes mais le village est reconstruit et d’autres habitants des villages abandonnés et des émigrés les ont rejoints pour former une communauté plus importante. En effet, Bettingen et Dittlingen ne seront jamais reconstruits. Une déclaration de droit, autre document fourni en 1700 par la communauté de Codenborn au seigneur de Forbach, déclare le droit commun d’usage de deux forêts et le droit de vaine pâture sur le ban en friche de Bettingen.
Les premiers renseignements précis et détaillés nous viennent d’un manuscrit de dénombrement en 1708. Celui-ci confirme la présence de treize familles, vingt-et-un garçons et seize filles, soit donc au total une soixantaine de personnes. Il nous indique que ces familles possèdent trente-six chevaux, trente vaches et quarante-quatre cochons, tandis qu’elles cultivent 131 hectares, ce qui signifie que deux tiers du ban était en friche. Les séquelles de la guerre de Trente Ans ne sont pas encore entièrement effacées.
Sous l’Ancien Régime, Cadenbronn est un des seize villages du comté de Forbach, dont le seigneur est la comtesse Marianne Camasse. Douairière du duché de Deux-Ponts, maîtresse femme, forte personnalité très cultivée et grande fortune, elle est la veuve du duc Christian IV. Elle a de solides amitiés à la cour de Versailles, notamment celle de la reine Marie-Antoinette.
La carte du comté au XVIIIe siècle mentionne une chapelle en ruine au sud du village. Il s’agit du seul document mentionnant cette chapelle, située au bord de la voie romaine. Elle donne son nom à ce lieu-dit, ainsi qu’au lotissement de Nousseviller. Un calvaire y est érigé en 1834.
Pendant la Révolution de 1789, le village a cent vingt habitants et doit mettre dix-neuf hommes à la disposition de la garde nationale de Forbach. Les habitants possèdent des privilèges, puisque la comtesse ne leur impose pas de taxe pour la glandée. Après la Révolution, en 1790, les réformes administratives sont d’une importance capitale pour le village, qui constituait une commune et une paroisse autonome. Le 14 mars 1790 la commune est rattachée au canton de Forbach, dans le district de Sarreguemines et le département de la Moselle. Les registres de l’état civil tenus jusqu’alors par le curé sont alors ouverts en mairie et Nicolas Cosar devient maire, tandis que son père Michel est nommé à Nousseviller.
Après la confiscation des biens de l’Église et la vente de ses terres et même du presbytère suivant la Révolution, la paroisse est rattachée à celle de Nousseviller le 15 octobre 1808. Le 1er février 1813, le maire Nicolas Cosar, à la suite des restructurations voulues par l’empereur Napoléon Ier, doit accepter à son tour le rattachement de la commune à celle de Nousseviller. Ainsi, Cadenbronn perd définitivement son autonomie communale et paroissiale et devint annexe de Nousseviller. La fusion n’est cependant pas trop douloureuse pour les Cadenbronner (Cadenbronnois), car leur maire Nicolas Cosar est devenu le premier magistrat de la Grossgemeinde, qui a déjà Hundling et Metzing comme annexes.
Cadenbronn s’est agrandi courant 2009 et 2010 avec la création d’un nouveau lotissement dans le prolongement de la rue Bel-Air.
Puis[Quand ?] vint la mise en place de trois éoliennes sur les hauteurs du village en direction de Behren.

## Démographie
| 1793 | 1800 | 1806 |
| ---- | ---- | ---- |
| 255  | 132  | 155  |

## Lieux et monuments
- Vestiges de la villa rustica, située dans la forêt du Bambusch.
- Éoliennes.